# Ednita Nazario
Edna María Nazario Figueroa (Ponce, 11 de abril de 1955), más conocida artísticamente como Ednita Nazario es una cantante puertorriqueña. Ha lanzado sobre 28 producciones discográficas a lo largo de su carrera.

## Primeros años
Ednita Nazario nació en el Hospital Dr. Pila, hija de Domingo Nazario y Gudelia Figueroa. Sus hermanos son Domingo, Albert y Frank.
Su primera incursión pública fue a los siete años en un espectáculo en Ponce, donde interpretó algunas canciones. De esto surgió su primera grabación: Mi amor lolipop, que fue incluida en el disco de recopilación: Campeones de la nueva ola.
En 1969 reapareció formando parte de la agrupación The Kids From Ponce, quienes hicieron múltiples presentaciones en clubes nocturnos y en televisión hasta su pronta disolución.
En 1971 ganó el título de Miss Puerto Rico Teenage y continuó actuando en centros nocturnos, radio y televisión.

## Carrera musical

### 1973 y el comienzo de su carrera
En 1973 debutó en el mercado discográfico con la producción: Al fin... Ednita.
Irrumpió con fuerza en Puerto Rico con la balada romántica Te quiero y no me importa.
En 1976 regresó a los estudios de grabación. Sorprendentemente, sin disco ni promoción pero con toda la experiencia acumulada a través de sus actuaciones en centros nocturnos y hoteles, la familia del príncipe Rainiero de Mónaco la contrató para presentarse en un lujoso centro nocturno de ese principado europeo, siendo la primera cantante puertorriqueña en actuar en los escenarios de Mónaco y se estableció como la primera intérprete latina en actuar en el Persina Room del Hotel Plaza.
Simultáneamente, su programa semanal a través de Telemundo figuraba entre los primeros en audiencia.
Con el lanzamiento del tema Me Está Gustando, comenzó su ofensiva radial la cual le produjo aciertos en temas como Vete, vete, Abrázame, Lo siento ahora (Sir Duke) y su versión disco del clásico Blanca Navidad.
En 1978 contrajo matrimonio con el cantautor argentino Laureano Brizuela, quien le produce Mujer sola, con tres éxitos: Encuentro, Mío y Estoy bien junto a ti.
A finales de la década de los 1970, lanzó un álbum que inicia su entrada al pop-rock: Retrato de mujer, con los éxitos En mi mente... En mi cuerpo, Mañana y No Me Dejes, No (Give a little bit). Un año más tarde, una nueva edición de esta grabación apareció incluyendo el tema que interpretó en el Festival de la OTI, Cadenas de fuego, tema que —aunque no ganó— llegó al mercado en dos versiones, una castellana y otra inglesa.
En la siguiente edición del Festival de la OTI, en Caracas, Venezuela, el tema Contigo mujer, compuesto junto a Laureano Brizuela e interpretado por Rafael José, obtiene el primer lugar.

### 1980-1990
En la década de los 80's, Nazario se unió al sello Padosa, que representaba al entonces quinteto internacional Menudo. Con distribución en el exterior, lanza la balada romántica A que no le cuentas, tema principal de la telenovela venezolana de la hoy extinta cadena RCTV Jugando a vivir (1982). Continuó con nuevos éxitos: La prohibida, Así eres tú y Ese muchacho; pero fue el tema principal de una telenovela puertorriqueña de la cadena Telemundo Puerto Rico Coralito (1983-1984), la que le dio uno de los éxitos más resonantes de su carrera. Con la grabación de Mi pequeño amor, trascendió hacia varios países hispanos.
Grabó la canción De todos modos con el australiano Russell Hitchcock (cantante principal de la banda inglesa-australiana Air Supply).
En 1986 Tú sin mí la confirma, así como otros éxitos de esa década: Alma de gitana, El dolor de tu presencia, Fuerza de gravedad, Qué me ame más, Aprenderé y Mi corazón Tiene mente propia.

### 1990-2000
En la década de los 90's, se convirtió en la baladista puertorriqueña de mayor impacto. Ganadora de múltiples discos de oro y platino, siempre tuvo presencia en la radio: Lo que son las cosas, Espíritú libre, Un corazón hecho pedazos, Te sigo esperando, Tanto nos amamos, Mírame, Tres deseos, Lloviendo flores y Eres libre, entre otros.
Su nombre ha estado asociado a importantes productores contando entre ellos a: K.C. Porter, Joe Lamont (del grupo australiano Air Supply), y en fecha reciente, Robi Draco Rosa.
Su talento también se ha plasmado en Broadway, en 1999, en la obra musical de Paul Simon (1941–), The Capeman.

### 2000-2012
En este nuevo siglo, se unió al sello multinacional Sony.
En 2000 cantó a dúo con el cantautor guatemalteco Ricardo Arjona la canción ¿Por qué hablamos? escrita por este para su álbum Galería Caribe.
El 27 de febrero de 2001 comenzó una nueva etapa musical, cuando firma con el sello Sony Discos y para el que graba el disco Sin límite, del cual se desprenden los éxitos Devuélveme, Hielo bajo el sol y Bajo cero.
En abril de 2002 grabó su producción acústica en el Centro de Bellas Artes en 2002 y del cual fueron lanzados dos volúmenes que incluyeron sus más grandes éxitos en versiones acústicas y tres temas inéditos, del que se destaca el que compuso el cantautor puertorriqueño-estadounidense Luis Fonsi, Tanto que te di.
El 18 de noviembre de 2003 regresó con su disco Por ti, que contiene los éxitos Si no me amas, Más mala que tú, A que no te vas, Por ti y Te quedarás hundido.

El 21 de junio de 2005 lanza su disco Apasionada, respaldado por el primer sencillo Vengaday los que luego, ocuparon los primeros lugares de popularidad en las diferentes listas como A que pides más, Sobrevivo, Agua profunda y Una y otra vez.
El 4 de abril de 2006 lanza Apasionada Live! en CD y DVD, el primer gran concierto que ofreció en el Coliseo de Puerto Rico José Miguel Agrelot, con el cual obtuvo los primeros números en venta en Puerto Rico y Estados Unidos. En ese mismo año, participa en el reality musical mexicano Cantando por un sueño, como tutora de la actriz mexicana Chantal Andere.
El 11 de diciembre de 2007 regresa con nuevo disco titulado Real, que presenta los éxitos No te mentía, Después de ti, no (dúo con Natalia Jiménez, de La Quinta Estación) y Alguien más. El 9 de septiembre de 2008 lanza en CD y DVD el concierto Real... en vivo, donde interpretó los éxitos de su carrera y sus nuevas canciones.
En mayo de 2009 participó en el álbum La revolución de los cantantes Wisin y Yandel, con la canción Cómo quieres que te olvide, cuyo álbum fue lanzado el 27 de abril de ese año.
El 27 de octubre de 2009 lanzó su disco Soy, el cual estuvo en el tope de las listas Billboard Latin Album Chart en EE. UU. y Latinoamérica, Billboard Latin Pop Album Chart y está entre los 5 álbumes en español más vendidos (5.3 millones copias), se desprenden los nuevos éxitos: Sin querer (el primer tema promocionado), Me voy, Intoxicándome, Sé que voy a reír.
Ednita afinaba detalles finales de su producción "Desnuda" que salió al mercado el 27 de marzo de 2012, y arrancó 2012 con fuerza al lanzar su primer corte promocional Para el peor amante a través de iTunes el 16 de enero.
"Desnuda" le sumó éxitos a su carrera musical, récord en ventas en las primeras semanas de haber sido lanzado el CD, que contó con la participación del grupo boricua, Black:Guayaba con quien grabó el tema "Sin Pensar" y con quienes también trabajó en el disco, pues fungieron como músicos en varios temas de la producción. De este disco se desprenden los sencillos: "Para el Peor Amante", "Voy", "La Pasión Tiene Memoria" y "Alérgica al Amor". Ednita presentó la serie de conciertos "Desnuda" en el Coliseo José Miguel Agrelot donde como presentación especial, su hija, Caro Lina, se lanzó como cantante debutando su tema "Dangerous" el cual lanzó a través de tiendas digitales varios meses después.

### 2013-2017
El lunes 16 de septiembre de 2013, Ednita lanzó su nuevo sencillo. En octubre, lanzó "El corazón decide".
El corazón decide rápidamente se convirtió en un éxito en venta con canciones icónicas como "La Más Fuerte", "A mí No", "Así es la vida sin ti", "Llorar por ti" y "Empezar a vivir".
Para el 25 de abril lanzó su primer libro, una autobiografía titulada "Una Vida" y el 28 de abril del 2017 lanzó su nuevo disco de estudio también titulado "Una Vida", del cual previamente sonaron los sencillos "Eras uno más", "Ya no me duele tanto", "Ni una lágrima (Bandolero)" y "Adiós".

## Premios y reconocimientos
- Una nominación del Drama Desk Award como Mejor Actriz en The Capeman, el controversial musical de Broadway escrito por Paul Simon.
- El Recording Academy Honor de NARA por su contribución sobresaliente a la industria musical.
- Cuatro Euro Top Awards.
- Cuatro «Mejor álbum pop» de los Latin Billboard.
- Siete nominaciones a los premios Billboard por el disco Corazón.
- Cuatro nominaciones a los Grammy, además de un «disco del año» y «mejor disco pop-baladas» gracias a Por ti.
- 2002: le dedican la edición de los premios Tu Música y es la estrella con más nominaciones y premios en la historia de esa organización.
- Seis nominaciones al premio Billboard por su álbum Acústico.
- 2004: en ASCAP fue premiada con la presea de la Herencia Hispana por «sus composiciones y su genio vocal que han enriquecido el mundo de la música latina».
- Su carrera ha sido inmortalizada en los Paseos de la Fama de México, Miami, Los Ángeles, Buenos Aires, Caracas, Tenerife, Milán y Panamá.
- Su ciudad natal —Ponce (Puerto Rico)— ha denominado una de sus principales vías «Avenida Ednita Nazario».
- Grammy Latino a la Excelencia Musical 2016

## Discografía principal
- 1973: Al fin... Ednita
- 1976: Me está gustando
- 1976: Nueva Navidad
- 1977: Vete, vete
- 1978: Mujer sola...
- 1979: Retrato de mujer
- 1982: Ednita
- 1983: Al rojo vivo
- 1986: Tú sin mí
- 1989: Fuerza de gravedad
- 1991: Lo que son las cosas
- 1992: Metamorfosis
- 1994: Live
- 1994: Pasiones
- 1996: Espíritú libre
- 1999: Corazón
- 2001: Sin límite
- 2002: Acústico (volumen 1)
- 2002: Acústico (volumen 2)
- 2003: Por ti
- 2005: Apasionada
- 2006: Apasionada live!
- 2007: Real
- 2008: Real... en vivo
- 2009: Soy
- 2012: Desnuda
- 2013: El corazón decide
- 2017: Una Vida
- 2020: La más loca (EP)
- 2021: La más bella (EP)

## Discografía alterna
- 1966: Campeones de la Nueva Ola (Rico Vox).
- 1986: Si no hay amor (dúo con Danny Rivera), Tema Fondos Unidos
- 1988: Encuentro de los grandes
- 1993: Un pueblo que canta
- 1994: El espiritu de un pueblo
- 1995: Somos un solo pueblo
- 1996: Voces unidas (EMI Latin).
- 1996: 56 años de música y tradición en el Partido Popular Democrático'
- 1996: Al compás de un sentimiento
- 1997: Siempre piel canela
- 1998: Romance del cumbachero
- 2000: Guitarra mía
- 2001; El Ultimo adios
- 2004: En mi país
- 2006: The bad boy
- 2006: Viva Navidad
- 2009: La revolución
- 2015: Frente a frente (con Lissette)

## Recopilaciones de éxitos
- 1990: Súper éxitos originales (EMI Latin).
- 1991: Súper éxitos (Fonovisa).
- 1993: Dos reinas del Caribe: Ángela Carrasco y Ednita Nazario (EMI Latin).
- 1993: '12 super exitos(EMI Latin).
- 1995: Éxitos del recuerdo (EMI Latin).
- 1995: Éxitos y recuerdos (EMI Latin).
- 1997: Por siempre Ednita (EMI Latin).
- 1998: Ednita Nazario (Universal).
- 1999: Mis mejores momentos (Universal).
- 2010: Ednita la diva